# Асбьёрнсен, Петер Кристен
Петер Кристен Асбьёрнсен (норв. Peter Christen Asbjørnsen, 15 января 1812 — 6 января 1885) — норвежский писатель, учёный и собиратель народных сказок.

## Биография
Асбьёрнсен родился в 1812 году в Христиании (ныне Осло) в семье ремесленника. Будучи студентом, он встретился с Йоргеном Му, вместе с которым, путешествуя по Норвегии, стал собирать народные сказания. Результатом их работы стал опубликованный в 1841 году сборник «Норвежские народные сказки» (норв. Norske Folkeeventyr). Через несколько лет Асбьёрнсен самостоятельно выпустил второй сборник — «Норвежские волшебные сказки и народные сказания» (норв. Norske huldreeventyr og folkesagn, 1845—1847). Собранные сказки он старался передавать как можно ближе к оригиналу, не добавляя ничего лишнего, тем самым сохраняя их красоту и самобытность. Автор таких сказок как Королевские зайцы, Вороны Ут-Рёста, Рассказы Берты Туппенхаук. С 1856 по 1876 годы он работал лесоводом; также опубликовал множество научных работ. Скончался он в 1885 году в Христиании.

## Интересные факты
- Портрет Асбьёрнсена размещён на норвежской купюре в 50 крон[3].

## Экранизации
- «Королевские зайцы» — мультфильм 1960 года, снятый по мотивам его сказки «Королевские зайцы».
- «Эспен в королевстве троллей» — фильм-сказка 2017 года производства Норвегии, отснятый по мотивам норвежских сказок об Аскеладде.